# زولو
مردم زولو (‎/ˈzuːluː/‎; زولو: amaZulu) یک گروه قومی نگونی بومی اهل آفریقای جنوبی است که بزرگترین گروه قومی و در آفریقای جنوبی می باشند. جمعیت آنها در حال حاضر برابر با ۱۴ میلیون نفر است، که اغلب انها در استان کوازولو-ناتال مشغول زندگی هستند.
مردم زولو از جوامع نگونی که در طول هزاران سال در مهاجرت بانتو مشارکت داشتند، ماخذ گردیده شده. بعدها این قوم با ادغام قبیله ها، حکومت شاکا را به علت شیوه ها و سازماندهی نظامی ترقی می دهند و بعدها این قوم برای ملت زولو موفقیت های را به ارمغان می آورند.
مردم زولو به مراسم های خود یعنی یک نی یا رقص نی و اشکال گوناگون مهره کاری خویش افتخار می کنند.
هنر و مهارت مهره دوزی در شناخت مردم زولو نقش داشته و هنر و مهارت های آنان به عنوان نوعی ارتباط و تعهد به قبیله و سنت های ویژه انجام می گیرد. در حال حاضر مردم زولو اغلب به مذهب مسیحیت باور دارند، ولی یک دین ترکیبی پایه گذاری کرده‌اند که با سیستم‌های باوری پیشین زولو تلفیق گردیده شده.

## تاریخچه

### ریشه ها

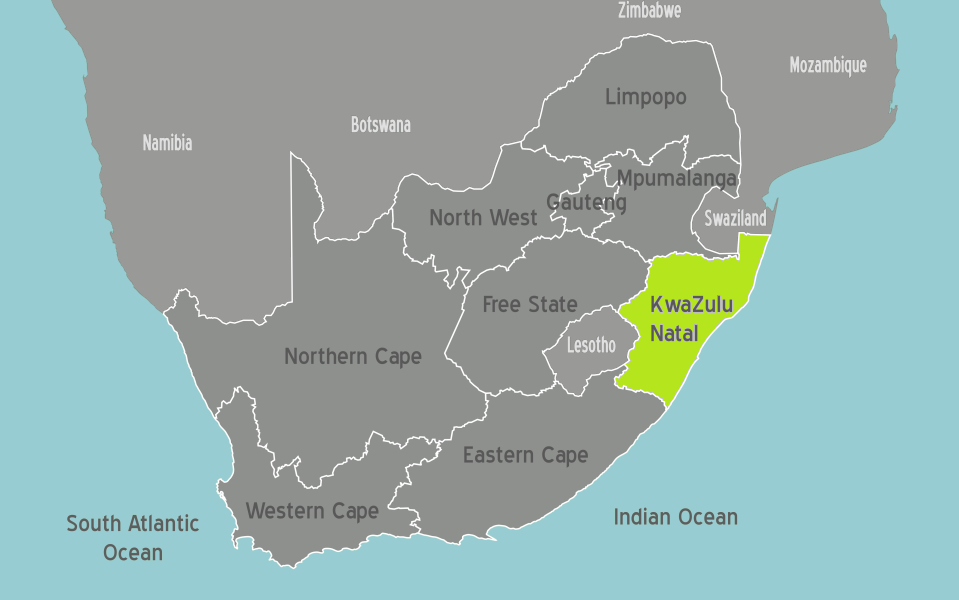
نقشه ۲۰۱۲ که موقعیت مردم زولو را آشکار می سازد

مردم زولو در ابتدا یک قبیله کوچک در ناحیه شمالی کوازولو-ناتال (کنونی) بودند، که تقریباً در همان مکان پایه گذاری شد. بعدها ۱۵۷۴ از طرف زولو مالاندلا. در زبان های نگونی، آیزولو به زبان زولو بهشت است. در آن زمان، این ناحبه از طرف بسیاری از جوامع و اقوام بزرگ نگونی (همچنین به نام مردم، یانام نام خانوادگی، با اشاره به قبیله یا نام خانوادگی آنها) تصرف شده بود. بعد از آن جوامع نگونی طی هزاران سال به عنوان بخشی از مهاجرت بانتو به سواحل شرقی آفریقا مهاجرت می کنند. همانطور که مردم در آن مکان شروع به توسعه می کند، حاکمیت شاکا قبایل را گرد هم می آورد تا یک هویت منسجم را برای مردم زولو تشکیل دهد.